# Stălinești
Stălinești – miejscowość w Mołdawii, w rejonie Ocnița, w gminie Corestăuți. W 2014 roku pozostawała niezamieszkana. Miejscowość została utworzona na początku XX wieku.